# Vinaccia (colore)
Il color vinaccia è una sfumatura medio scuro di magenta-viola. È così chiamato per la somiglianza con il colore della vinaccia.